# René Goulaine de Laudonnière
René Goulaine de Laudonnière (Poitou, 1529 – 1574) è stato un esploratore francese.
Ugonotto, nel 1564 condusse una spedizione a Charlesfort, colonia che trovò distrutta. Fondata dunque Fort Caroline fu scacciato nel 1565 dagli spagnoli.